# Tarō Nakayama
Tarō Nakayama (中山 太郎, Nakayama Tarō, 27 aout 1924 – 15 mars 2023) est un médecin et homme politique japonais, membre de la Chambre des représentants au parlement national ; il appartient au parti libéral-démocrate. Né à Osaka, il est docteur (Ph.D.) du collège médical d'Osaka en 1960 pour son étude de la poliomyélite. Après un mandat à l’assemblée de la préfecture d'Osaka, il est élu au parlement national en 1968 en tant que membre de la Chambre des conseillers et en 1986 en tant que membre de la Chambre des représentants. De 1989 à 1990, il est ministre des affaires étrangères dans le cabinet de Toshiki Kaifu (1989–1991).
Nakayama meurt le 15 mars 2023, à l'âge de 98 ans.

## Famille
Les parents de Nakayama, Fukuzō et Masa, étaient également des personnalités politiques et membres de la Diète, tout comme son frère Masaaki et son neveu Yasuhide.

## Assistant
Nakayama est également entré dans l'histoire en embauchant le premier assistant non japonais, Timothy Langley, au sein de la diète japonaise, comme cela a été présenté dans 60 Minutes.

## Réalisations et opinions politiques
Tarō Nakayama, en tant que ministre des affaires étrangères du Japon, a joué un grand rôle dans la constitution du forum de l'ASEAN. Pendant la Guerre du Golfe, il défend avec succès l’idée d'envoyer des bateaux démineurs japonais dans la région.
Nakayama était affilié à l'organisation ouvertement révisionniste Nippon Kaigi. Il est le mentor de l'homme politique du Nippon Ishin no Kai, Nobuyuki Baba.